# Sanguinograptis prosphora
Sanguinograptis prosphora – gatunek motyli z rodziny trociniarkowatych i podrodziny Tortricinae.
Gatunek ten opisany został po raz pierwszy w 2012 roku przez Józefa Razowskiego i Janusza Wojtusiaka na łamach „Acta Zoologica Cracoviensia”. Jako lokalizację typową wskazano Okomu Forest Reserve w nigeryjskim stanie Edo. Epitet gatunkowy oznacza po łacinie „podobna” i nawiązuje do podobieństwa tego motyla do S. ochrolegnia.
Motyl osiągający około 10 mm rozpiętości skrzydeł. Głowa jest rudokremowa z kremowymi głaszczkami wargowymi. Tułów ma barwę ciemnoołowianoszarą z niewyraźnym czerwonym nakrapianiem w części środkowej. Tegule w tylnej połowie przybierają kolor kremowoczerwony. Skrzydło przednie jest smukłe, równiej szerokości, z lekko wysklepioną krawędzią kostalną i niemal prostym, nieco ukośnym brzegiem zewnętrznym. Ubarwienie ma ołowianoszare z trzema czerwonymi liniami oraz pomarańczowokremowym zabarwieniem brzegu kostalnego, wierzchołka i prawie całego brzegu zewnętrznego. Tylne skrzydło jest szarawe. Strzępiny skrzydeł przednich są pomarańczowokremowe, tylnych zaś jaśniejsze. Genitalia samicy mają dość długie pokładełko, poskręcany w części proksymalnej przewód torebki kopulacyjnej, a samą torebkę pozbawioną znamienia. Sterygma ma szeroką, niemal kwadratową część kubkowatą z błoniastym woreczkiem na tylnej krawędzi. Sterygma postostialna jest błoniasta z dwiema silniej zesklerotyzowanymi łatkami łączącymi się proksymalnie.
Gatunek afrotropikalny, znany tylko z Nigerii.